# Constantin Brâncuși
Constantin Brâncuşi (Hobiţa, 19. veljače 1876. – Pariz, 16. ožujka 1957.) je bio rumunjski kipar koji je djelovao u Francuskoj i Rumunjskoj; jedan je od najutjecajnijih umjetnika početkom 20. stoljeća, ne samo na kiparstvo nego i na slikarstvo i industrijski dizajn. Njegova djela se nalaze u muzejima širom svijeta, a vjeruje se kako je u tradiciji modernizma razvio apstraktno kiparstvo i otvorio put za nadrealizam i minimalizam 60-ih godina.

## Životopis
Brâncuşi je rođen u rumunjskom selu Hobiţa kod Târgu Jiua, u Karpatima, 1876. godine u obitelji siromašnih pastira. Sa sela je pobjegao u Craiovu gdje se 1894. god. prijavio u umjetničku školu, u kojoj je pored obrazovanja u rezbarstvu došao i do osnovnih umjetničkih znanja. Školu je završio 1898. godine i odlazi na studije kiparstva u Bukurešt, a 1903. godine u München i konačno u Pariz. U Parizu je studirao na Likovnoj akademiji (École des Beaux-Arts) i kasnije radio u radionici Augustea Rodina. 
Postupno je stvorio svoju osobnu radionicu u kojoj je od 1909. – 1910. s njim radio i Amedeo Modigliani. Veliki uspjeh je doživio 1913. godine kada je izlagao na pariškom „Salonu neovisnih“ (Salón de los independientes) i u Sjedinjenim Američkim Državama (New York City, Chicago i Boston).
God. 1924. je, kao priznati svjetski umjetnik, posjetio rodnu Rumunjskoj, a od 1926. – 1928. ponovno boravi u SAD-u. God. 1935. prihvatio je poziv da stvori veliku komemorativnu skulpturu u svojoj domovini. Spomenik, poznat kao „Kiparski ansambl Constantina Brâncușija iz Târgu Jiua” je izradio od 1937.-1938. godine u spomen na poginule koji su 1916. god. branili grad Târgu Jiu od vojske Centralnih sila tijekom Prvog svjetskog rata. Constantin Brâncuși je u to vrijeme živio u Parizu i odbio je primiti naknadu za njegovu izradu.
Godine 1952., dobio je francusko državljanstvo i Muzeju moderne umjetnosti u Parizu darovao je svoju radionicu s gotovo stotinu skulptura. God. 1955., predstavio je retrospektivu svog rada u Guggenheim muzeju u New Yorku.
Imao je široki raspon interesa, od znanosti do glazbe. Zapravo, bio je dobar violinist i izvođač rumunjskih narodnih pjesama za ples. U njegovom krugu prijatelje bili su intelektualci i umjetnici kao što su Erik Satie, Marcel Duchamp, Pablo Picasso i Guillaume Apollinaire, kao i drugi poznati rumunji poput Emila Ciorana.
Bracusi je umro u Parizu 16. ožujka 1957. god. i pokopan je na groblju Montparnasse.

## Djela
Brancusijev rad, 1200 fotografija i 215 skulptura, evoluirao je od 1908. godine u vrlo osobni stil geometrijski pojednostavljenih oblika, gotovo apstraktnih, koji pretpostavljaju drugu stvarnost. Inspiriran prapovijesnom umjetnošću i afričkim skulpturama, pokušao je prikazati temelje prirode ogoljene do krajnje pojednostavljenog oblika. Dakle, ostavljajući po strani kiparski realizam 19. stoljeća, na svoj način je utro put za apstraktnu umjetnost.
Radio je u mramoru, vapnencu, bronci i drvu, a prevladavajući oblici u njegovim radovima su dva jednostavna oblika: jaje i izduženi cilindar.
Među njegovim istaknutim djelima su: niz metalnih skulptura pod nazivom „Ptica u prostoru” (1920. – 1924.), „Uspavana muza” (1906. – 1910.), „Poljubac” (1908. – 1916., Philadelphia Museum of Art), „Mudrost” (1909.), „Prometej” (1911.), „Gospođa Pogany” (1912., Philadelphia Museum of Art), „Gospođa L.R.” (1914. – 1918.), „Kimera” (1918.), „Početak svijeta” (1924.), „Ptica” (1924. – 1949.), „Beskrajni stup” (1933.), „Duh Bude” (1933.) i „Pjevac” (1935.).
Nekoliko njegovih skulptura je obaralo rekorde za najskuplje plaćenu skulpturu na svijetu. najprije „Danaja”, koja je prodana 2002. za 18,1 milijun $, te „Ptica u prostoru” 2005. (27,5 milijuna $), te naposljetku „Gospođa L.R.” koja je 23. veljače 2009. godine prodana za 37,2 milijuna $, rekord koji vrijedi i dan danas.
Od 2011. godine općina Târgu Jiu organizira da se skupina spomenika u ovom gradu, poznatih kao „Avenija heroja”, stavi na popis mjesta svjetske baštine u Europi, što je i učinjeno 2024. god. pod nazivom „Kiparski ansambl Constantina Brâncușija iz Târgu Jiua” .

## Vanjske poveznice
- Constantin Brâncuşi  Arhivirana inačica izvorne stranice od 26. siječnja 2013. (Wayback Machine) na see-romania.com (rum.)
- Constantin Brâncuși (fr.)